# Charlotte Wedell
Charlotte Bolette Sophie, Baronesa Wedell-Wedellsborg (27 de janeiro de 1862 – 22 de julho de 1953) foi uma das quatro matemáticas a participar do Congresso Internacional de Matemáticos (ICM) inaugural, ocorrido em Zurique em 1897.
Natural da Dinamarca. Na época do ICM, em 1897, havia completado o doutorado na Universidade de Lausanne, sendo Adolf Hurwitz seu orientador não-oficial. O tópico de sua tese foi a aplicação de funções elípticas para a construção de círculos de Malfatti.
No ICM, Wedell foi listada como afiliada à Universidade de Göttingen. A outras três mulheres no congresso foram Iginia Massarini, Vera von Schiff e Charlotte Scott. Nenhuma delas foi palestrante; o primeiro ICM com uma mulher palestrante foi o de 1912.
Wedell casou com o engenheiro Eugène Tomasini em Copenhage em 1898; divorciaram-se em 1909.